# محمود صلاح الدين حامد
محمود صلاح الدين حامد (1951) هو سياسي مصري، شغل منصب وزير المالية خلال فترتان من 9 نوفمبر 1976 وحتى 10 مايو 1978 و من 3 يناير 1982 حتى 11 نوفمبر 1986،ولد بقرية الماى بمحافظة المنوفية تدرج في مناصب عديدة منها؛ مستشار ومحافظ للبنك المركزي المصري، محافظ مصر لدى صندوق النقد الدولي وبنك التنمية الأفريقي وصندوق النقد العربي وشارك في تطوير النظام المالي والضريبي في مصر.
استخدام توقيعه علي الأوراق المالية في مصر خلال	10 نوفمبر 1986 حتي 1 يوليو 1993، عمل كأستاذ اقتصاد بكلية التجارة  وكلية الاقتصاد والعلوم السياسية جامعة القاهرة ومعهد التخطيط القومي والمعهد الوطنى للتنمية الادارية.
| المناصب السياسية | المناصب السياسية                                              | المناصب السياسية      |
| ---------------- | ------------------------------------------------------------- | --------------------- |
| سبقه علي نجم     | محافظ البنك المركزي المصري من 10 نوفمبر 1986 إلي 1 يوليو 1993 | تبعه إسماعيل حسن محمد |